# Бастидас, Адина
Адина Мерседес Бастидас Кастильо (исп. Adina Mercedes Bastidas Castillo) — венесуэльский государственный деятель и левый политик, экономист, вице-президент Венесуэлы (2000—2002). Первая (и на данный момент единственная) женщина в истории страны, занявшая столь высокий государственный пост. Впоследствии занимала должность министра промышленности и торговли.
Бывший директор от Венесуэлы в Межамериканском банке развития.

## Биография
Адина Бастидас родилась 11 июня 1943 года в Каракасе (Венесуэла). В юности была членом Коммунистической партии Венесуэлы. 4 февраля 1964 года была арестована за незаконное хранение оружия. После освобождения вступила в Революционную партию Венесуэлы, занималась вербовкой студентов Центрального университета Венесуэлы.